# Franz-Kroller-Sternwarte

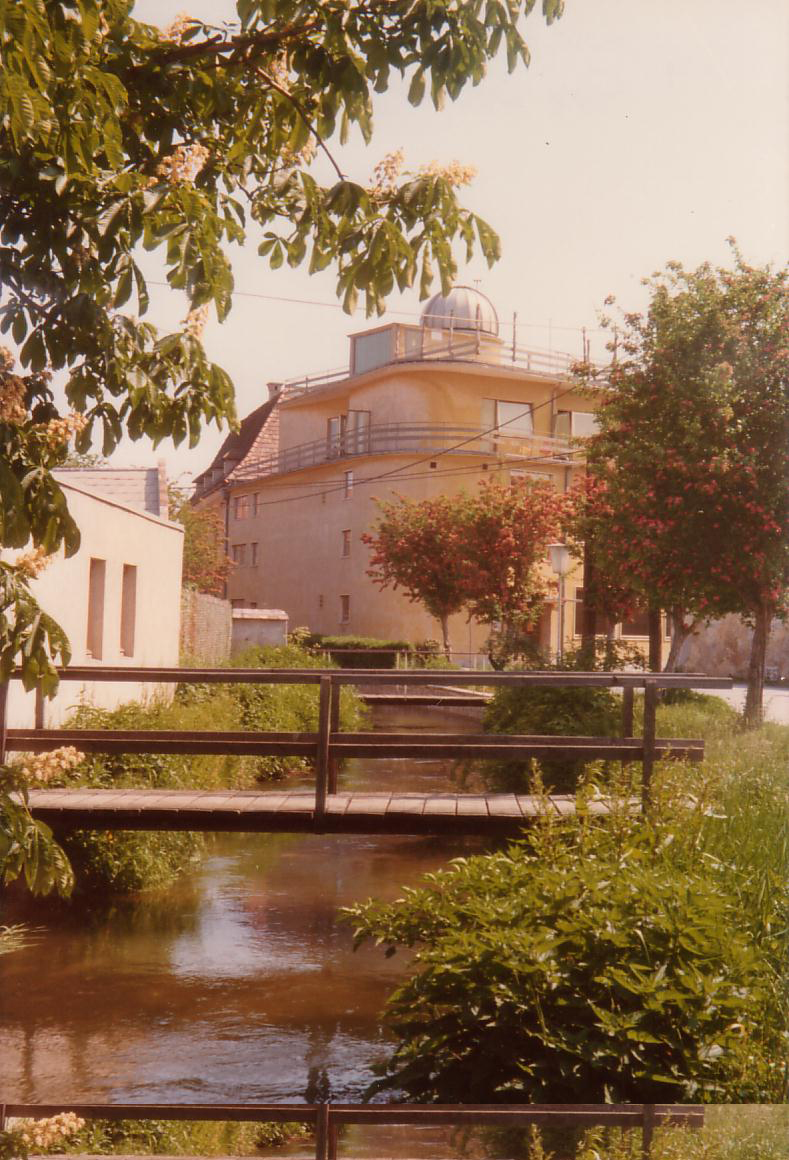
Franz Kroller Sternwarte von der Bräuhausgasse

Die Franz-Kroller-Sternwarte in Traiskirchen (20 km südlich von Wien) ist die älteste, öffentliche Sternwarte in Niederösterreich.

## Chronik
Die Sternwarte wurde auf Betreiben des Schuldirektors Franz Kroller von der Stadtgemeinde Traiskirchen auf dem Dach der Stadtsäle errichtet und im Jahr 1967 eröffnet. Als Volkssternwarte wird sie von einer Arbeitsgemeinschaft von Amateurastronomen betreut und geleitet. Die Wahl des Standortes mitten in der Stadt nahe dem Hauptplatz begründet sich in der Zielsetzung einer möglichst leichten Erreichbarkeit für Schulklassen. Den Namen erhielt sie anlässlich des 20-Jahr-Jubiläums im Jahr 1987. In den Jahren 1997 und 1998 wurde das Kuppelgebäude komplett renoviert, im Jahr 2003 der Rest des Hauses.
Die Sternwarte Traiskirchen war die einzige Volkssternwarte Österreichs, die ab 1969 am internationalen Mondbeobachtungsprogramm Lunar International Observers Network (LION) anlässlich der Apollo-Flüge teilnahm und ein  Lunar Transient Phenomena an die Zentrale in Tucson/Arizona melden konnte, das durch Beobachtungen eines Astronomen in Brasilien bestätigt wurde.
Auch dadurch hat sie eine überregionale Bedeutung erlangt.

## Ausrüstung
Als Hauptinstrumente stehen auf einer computergesteuerten Montierung ein Spiegelteleskop in Ritchey-Chrétien-Ausführung mit 254 mm Durchmesser und 2.000 mm Brennweite und ein Refraktor mit 120 mm Durchmesser und 900 mm Brennweite zur Verfügung. Weitere Fernrohre und Zubehör ergänzen die Ausrüstung, u. a. ein transportables Spiegelteleskop nach Schmidt-Cassegrain-Prinzip und ein Coronado Sonnenfilter. Der Kuppeldurchmesser beträgt 3,5 m.

## Führungen
In der Sternwarte finden mit Ausnahme der Sommermonate Juli und August auch ganzjährig Führungen statt, während derer den Besuchern auch eine umfangreiche Bibliothek und das Internet zur Verfügung steht.